# Algues vermelles
Les algues vermelles o rodòfits (Rhodophyta) són uns organismes fotosintètics que contenen clorofil·la a i que poden ser unicel·lulars o pluricel·lulars.

## Característiques
Presenten una gran diversitat de formes i grandàries. Es caracteritzen per l'absència de cèl·lules flagel·lades, la presència de pigments bilicromoproteids i ficobilisomes i l'absència de midó en els cloroplasts, ja que usen com a material de reserva el midó de florídies; els tilacoides són simples (rodoplasts). La reproducció sexual per oogàmia, amb cèl·lules especialitzades, carpogonis i espermacions (pot faltar-hi la sexualitat).

## Reproducció
Els cossos reproductors estan situats als extrems terminals i tenen forma oval amb una mena de banya a l'extrem. Els gametòfits i els esporòfits són similars. La reproducció pot ser per via sexual o asexual, la primera comporta la unió de l'òvul amb l'espermatozou i la segona la formació d'espores o la fragmentació de l'alga per formar nous individus.

## Taxonomia
La classificació dels rodòfits està encara en estudi. Segons Yoon hi ha set classes repartides en dues subdivisions:
Subdivisió Cyanidiophytina
- Classe Cyanidiophyceae

Subdivisió Rhodophytina
- Classe Bangiophyceae
- Classe Compsopogonophyceae
- Classe Florideophyceae
- Classe Porphyridiophyceae
- Classe Rhodellophyceae
- Classe Stylonematophyceae

## Usos
Les algues vermelles s'utilitzen especialment en el sector alimentari i en el farmacèutic. El producte més comercialitzat és l'agar-agar, que s'obté a partir d'algues vermelles, especialment del gènere Gelidium, Eucheuma i Gracilària, actuant com a pigment que els hi dona un color característic a cadascuna i formant catifes de color rosat o blanquinoses que arriben fins als 15 centímetres d'alçada. Aquestes algues presenten abundants ramificacions que agafen formes similars a ales i viuen durant tot l'any en roques d'aigües tranquil·les, on no els toca l'onatge directament, i prop de la superfície. També es troben en esquerdes i bassals. Són molt comunes a la mar Mediterrània i a l'est de l'Atlàntic, també se n'han trobades a Hawaii.